# Governatorato di Balqa
Il governatorato di Balqa è uno dei dodici governatorati della Giordania. Il capoluogo è la città di Al-Salt.

## Geografia antropica

### Suddivisioni amministrative
Il governatorato è suddiviso in 5 dipartimenti:
|   | Dipartimento                       | Arabo                | Popolazione (2004) | Capoluogo          |
| - | ---------------------------------- | -------------------- | ------------------ | ------------------ |
| 1 | Dipartimento Centrale              | لواء قصبة اﻟﺴﻠﻂ      | 109.877            | Al-Salt            |
| 2 | Dipartimento di Shuna al-Janubiyya | ﻟﻮاء اﻟﺸﻮﻧﺔ اﻟﺠﻨﻮﺑﻴﺔ | 38.757             | Shuna al-Janubiyya |
| 3 | Dipartimento di Deir Alla          | ﻟﻮاء دﻳﺮ ﻋﻼ          | 46.481             | Deir Alla          |
| 4 | Dipartimento di Ain Al basha       | ﻟﻮاء ﻋﻴﻦ اﻟﺒﺎﺷﺎ      | 128.949            | Ain Al basha       |
| 5 | Dipartimento di Fuheis and Mahis   | ﻟﻮاء ﻣﺎﺣﺺ واﻟﻔﺤﻴﺺ    | 22.290             | Fuheis             |